# 4 Serpentis
4 Serpentis är en vit stjärna i huvudserien i stjärnbilden  Ormen.
4 Serpentis har visuell magnitud +5,62 och är synlig för blotta ögat vid god seeing. Den befinner sig på ett avstånd av ungefär 150 ljusår.